# Игры стран БРИКС
Спортивные игры стран БРИКС — ежегодное международное мультиспортивное мероприятие, организуемое странами БРИКС с 2016 года. Мероприятие обычно организуется той страной, которая председательствует в группе БРИКС.

## История спортивных игр стран БРИКС
| №                                                             | Дата               | Место проведения  | Виды спорта                                                      | Ссылка      |
| ------------------------------------------------------------- | ------------------ | ----------------- | ---------------------------------------------------------------- | ----------- |
| Неофициальные                                                 |                    |                   |                                                                  |             |
| 0-е                                                           | 5–15 октября 2016  | Гоа, Индия        | Футбол до 17 лет                                                 | [ 1 ]       |
| 1-е                                                           | 17–21 июня 2017    | Гуанчжоу, Китай   | Баскетбол, волейбол, ушу-таолу                                   | [ 1 ]       |
| 2-е                                                           | 17–22 июля 2018    | Йоханнесбург, ЮАР | Волейбол (мужчины/женщины), футбол (женщины)                     | [ 1 ]       |
| Из-за пандемии COVID-19 в 2019-2021 годах игры не проводились |                    |                   |                                                                  |             |
| 3-и                                                           | 1–30 сентября 2022 | Онлайн (Китай)    | Брейкинг, шахматы, ушу                                           | [ 2 ] [ 3 ] |
| 4-е                                                           | 18–21 октября 2023 | Дурбан, ЮАР       | Плавание, бадминтон, настольный теннис, теннис, пляжный волейбол | [ 4 ] [ 5 ] |
| Официальные                                                   |                    |                   |                                                                  |             |
| 1-е                                                           | 12–23 июня 2024    | Казань, Россия    | 27 видов                                                         | [ 6 ] [ 7 ] |